# Строганов, Даниил Иванович
Даниил Иванович Строганов (17 декабря 1622— 19 октября 1668) — богатый русский купец и промышленник.

## Биография
Представитель рода Строгановых. Младший сын Ивана Максимовича Строганова (1592—1644) от первого брака с Евфимией Саввичной Пушкиной (1597—1634). Его старшие братья Алексей, Иван и Михаил скончались при жизни отца.
При жизни отца Ивана Максимовича и дяди Максима Максимовича Строгановых, которые не совсем умелым ведением хозяйства значительно расстроили его и впали в долги, Даниил около 1632 года взял управление в свои руки и стал фактическим хозяином части строгановских вотчин.
В 1641 году царский чиновник Ф. Чемезов, проводя перепись строгановских владений, записывает их за Д. И. Строгановым, а не его отцом и дядей, которые в то время были еще живы. То же самое повторилось и при второй переписи П. К. Елизарова в 1647 году.
После смерти отца Даниил Иванович Строганов стал полным владельцем его вотчин, которые составляли одну треть всех владений Строгановых.
Согласно переписи Чемезова от 1641 года, Д. И. Строганову принадлежали на реках Чусовой и Айве 3 городка, 50 деревень, 8 починков, 420 дворов и 1500 крепостных мужского пола. По переписи Елизарова от 1647 года он уже владел 5 городками, 60 деревнями, 19 починками, 535 дворами и около 2 тысяч крепостных мужского пола.
В 1678 году, спустя десять лет после его смерти, в оставленным им вотчинах было 6 городков, 73 деревни, 83 починка, более тысячи дворов и свыше 5 тысяч крепостных мужского полка (не считая инородцев). Также его семье принадлежало много дворов и лавок в Москве, Устюге и Сольвычегодске.
Обладая большие денежными средствами и богатством, Даниил Строганов делал щедрые денежные взносы в царскую казну, а также присылал воинские отряды по просьбе московского правительства.
До 1650 года промышленники Строгановы, в том числе и Д. И. Строганов, внесли в государственную казну общий взнос в размере 423 тысяч 706 рублей. Между 1650—1673 годами Даниил Иванович Строганов вместе с двумя другими представителями рода, Дмитрием Андреевичем и Фёдором Петровичем Строгановыми, в разное время внёс в царскую казну более 418 тысяч рублей. Какую сумму внёс в казну именно Даниил Строганов нельзя определить, но его взнос не составлял менее одной трети общего взноса.
В марте 1661 года царь Алексей Михайлович в свой грамоте благодарит Даниила Строганова за присылку в Москву на службу «даточных людей» (рекрутов) с запасами. При царском дворе Даниил Строганов пользовался большим почётом, его извещали о всех важных событиях придворной жизни. Проживая в одном из своих родовых городков в Пермской земле, он часто посещал Москву и во время обедов у царя или патриарха сидел за одним столом с боярами.
В октябре 1668 года 45-летний Даниил Иванович Строганов скончался. Его похоронили при Благовещенском соборе в Сольвычегодске.

## Семья и дети
Был женат на Агафье Тимофеевне Елизаровой (ум. после 1680), вероятно, дочери воеводы Космодемьянска Тимофея Наумовича Елизарова, погибшего в 1654 году в битве с литовцами под Шкловом. Дети:
- Стефанида Даниловна Строганова (1656/1658 — до 1703), жена с 1673 года князя Петра Семёновича Урусова (1636—1686)
- Анна Даниловна Строганова (1663/1667 — 1693/1696), жена с 1680 года стольника Сергея Ивановича Милославского (1656—1710).

После смерти Даниила Строганова его вотчины (Верхний Чусовой городок с округой, Успенский монастырь на Чусовой, слободу Айвенскую с округой и ряд сел) унаследовали жена Агафья и две дочери. Агафья Тимофеевна ненадолго пережила своего мужа, и после её смерти отцовские вотчины унаследовала их младшая дочь Анна, которая передала своё имущество дальнему родственнику Григорию Дмитриевичу Строганову (1656—1715), который со своей стороны обеспечил её солидным приданым и выплатил некоторые долги её умершего отца.